# Wim Arras
Wim Arras (* 7. Februar 1964 in Lier (Belgien)) ist ein ehemaliger belgischer Radrennfahrer.

## Sportliche Laufbahn
Arras war im Straßenradsport aktiv. Als Amateur war er Mitglied der belgischen Nationalmannschaft. Er gewann 1985 vier Etappen der Olympia’s Tour, drei Etappen der Ronde van de Kempen sowie das Rennen Hasselt–Spa–Hasselt. Arras wurde 1986 Berufsfahrer. Seinen ersten Vertrag hatte er im Radsportteam PDM, er blieb bis 1990 als Radprofi aktiv. Sein bedeutendster Erfolg war der Sieg bei Paris–Brüssel (heute Brussels Cycling Classic) 1987 vor Jozef Lieckens. Als endschneller Fahrer gewann er eine Reihe von Etappen bei Rundfahrten. Etappensiege holte er 1986 in der Andalusien-Rundfahrt, in der Schweden-Rundfahrt, in der Ronde van Nederland, in der Katalonien-Rundfahrt, 1987 in der Vuelta a Lloret de Mar, in der Katalonischen Woche, 1988 in der Tour de Picardie, bei Paris–Bourges und in der Ronde van Nederland, 1989 im Étoile de Bessèges, bei den Quatre Jours de Dunkerque und in der Tour d’Armorique. Dazu kamen Siege in den Eintagesrennen Memorial Fred De Bruyne 1986, in der belgischen Limburg-Rundfahrt und im Grand Prix Wielerrevue 1987. In der Schweden-Rundfahrt 1986 wurde er Sieger der Sprintwertung. Zweiter wurde Arras im Scheldeprijs 1986 hinter Jean-Paul van Poppel sowie im Omloop van de Westkust 1987.
In der Tour de France 1986 war er ausgeschieden. In der Vuelta a España startete er zweimal. 1986 und 1987 beendete er die Rundfahrten nicht.